# Landsat 4
Landsat 4 byl satelit Země vypuštěný jako čtvrtý z programu Landsat agentury NASA v roce 1982 určený k podrobnému snímkování naší planety.

## Základní data
Družice byla vypuštěna 16. července 1982 s pomocí nosné rakety Delta 3920 na kosmodromu Vandenberg Air Force Base. Byla katalogizována v COSPAR pod číslem 1982-072A.
Létala po téměř kruhové dráze, zpočátku ve výši 710 km nad Zemí, která se však stále snižuje. Hmotnost je 1938 kg. Její aktivní činnost byla ukončena v roce 1993, v tu dobu kolem Země létaly další družice tohoto typu.

## Vybavení
Družice Landsat je vybavena několika druhy kamer, novým mechanickým skenerem typu TM a zařízením pro přenos dat na příslušné monitorovací stanice na Zemi.